# Andruw Monasterio
Andruw Monasterio (Caracas, Venezuela, 30 de mayo de 1997) es un jugador de cuadro de béisbol profesional venezolano de los Cerveceros de Milwaukee en las Grandes Ligas. Hizo su debut en la MLB en 2023.

## Carrera

### Ligas menores
En 2014, a los 17 años de edad, Monasterio hizo una prueba para los Chicago Cubs en la academia venezolana de la organización. Los Cachorros lo firmaron el 7 de marzo de 2014. Hizo su debut profesional con los Cachorros de la Liga de Verano de Venezuela. En 2015, Monasterio jugó en 42 juegos para los Cachorros de la Liga de Arizona de nivel novato, bateando .252/.346/.348 con un jonrón y 16 carreras impulsadas.
Monasterio, originalmente campocorto, comenzó a tener oportunidades como segunda base a partir de la temporada 2016 con los Cachorros de South Bend,  clase A. Jugó  65 juegos entre South Bend y los Eugene Emeralds Low-A, bateó .247/.294/.308 con un jonrón, 23 carreras impulsadas y 8 bases robadas. En 2017, Monasterio participó en 84 juegos divididos entre South Bend y los Myrtle Beach Pelicans High-A, registrando una línea de bateo de .270/.341/.346 con un jonrón, 28 carreras impulsadas y 8 bases robadas.
Monasterio comenzó la temporada 2018 con Myrtle Beach, en 109 juegos bateó .263/.359/.336 con marcas personales en jonrones (3) y carreras producidas (36).
El 21 de agosto de 2018, Monasterio fue cambiado a los Washington Nationals por Daniel Murphy y dinero en efectivo. Fue asignado a los Potomac Nationals de la High-A Carolina League, donde se destacó en la ofensiva al promediar .308 con 5 carreras impulsadas y 2 bases robadas en 13 juegos.
El cazatalentos de béisbol Adam McInturff de 2080 Baseball describió a Monasterio en 2018 como un "prospecto de alto nivel" con una defensa "por encima del promedio", pero no mucho poder en la ofensiva.
El 30 de noviembre de 2018, Jefry Rodríguez, Daniel Johnson y un jugador que se nombrará más adelante fueron traspasados a los Indios de Cleveland a cambio de Yan Gomes. El 17 de diciembre, Monasterio fue enviado a Cleveland como el tercer jugador del trato. Pasó la temporada 2019 con los Akron RubberDucks Doble-A. Aunque se perdió un breve tiempo por una lesión en el oblicuo, vio acción en 70 juegos y bateó .217/.279/.253 con un jonrón y 11 carreras impulsadas.
Monasterio no jugó en 2020 debido a la cancelación de la temporada de ligas menores debido a la pandemia de COVID-19. Eligió la agencia libre después de la temporada, el 2 de noviembre de 2020. El 9 de noviembre, Monasterio volvió a firmar con Cleveland con un contrato de ligas menores. En 2021, participó en 107 juegos divididos entre Akron y los Columbus Clippers Triple-A, bateando un acumulado de .287/.371/.442 con 8 jonrones, 61 carreras impulsadas y 7 bases robadas. Eligió la agencia libre después de la temporada el 7 de noviembre de 2021.
El 10 de noviembre de 2021, firmó un contrato de ligas menores con Milwaukee Brewers. El 1 de agosto de 2022, mientras jugaba para los Biloxi Shuckers Doble-A, Monasterio conectó un grand slam para derrotar a los Montgomery Biscuits en extra innings. En 110 juegos divididos entre Biloxi y Nashville Sounds Triple-A, tuvo un promedio de .271/.364/.406 con 9 jonrones, 44 carreras impulsadas y 15 bases robadas.
Monasterio regresó a Nashville para comenzar la temporada 2023, donde jugó en 42 encuentros y bateó .274/.410/.400 con 4 jonrones, 19 carreras impulsadas y 11 bases robadas.

### En las mayores
El 27 de mayo de 2023, Monasterio fue seleccionado para el roster de 40 y ascendido a las ligas mayores por primera vez, después de que Willy Adames fuera colocado en la lista de lesionados por una conmoción cerebral. Hizo su debut el 28 de mayo y registró el primer hit de su carrera dos días después, cuando cumplió 26 años de edad. El 4 de junio, conectó su primer jonrón en las Grandes Ligas, un batazo de tres carreras ante Ben Lively de los Cincinnati Reds. Terminó la temporada participando en 92 juegos, tuvo 282 turnos al bate y tuvo un promedio de .259/.330/.348 con 3 jonrones y 27 carreras impulsadas.
Después de formar parte del roster del día inaugural de los Cerveceros, Monasterio fue enviado a Triple-A Nashville después de jugar solo 4 juegos en las primeras 2 semanas de la temporada. Volvió a subir el 19 de abril, pero volvió a ser opcional el 22 de abril sin aparecer en el plato.

### En Venezuela
Monasterio pertenece a los Caribes de Anzoátegui en la Liga Venezolana de Béisbol Profesional y ha jugado en 3 temporadas, incluyendo la 2022-23.
En la campaña 2022-2023, registró .317 de promedio, con 5 jonrones, 28 carreras impulsadas, 30 anotadas y .868 de OPS,